# 南沙河 (太子河)
南沙河，也作沙河，位于中华人民共和国辽宁省中部的一条河流，是太子河左岸支流，发源于鞍山市铁东区东南千山景区内的千山山脉主峰仙人台，向北流经温泉街道、立山区千山街道、鞍山市区东郊，在立山区齐大山街道判甲炉村右纳判甲炉河后折向西北，经鞍山市区和鞍山钢铁集团北郊、辽阳县刘二堡镇等地，最后于辽阳县唐马寨镇南坨子村以北汇入太子河。河流全长58.06千米，流域面积458平方千米，河道平均比降0.67‰，年均径流量0.69亿立方米。南沙河流域资源丰富，工农业发达，上游的千山风景区是国家重点风景名胜区，温泉街道富有温泉资源，上游山区还富有铁矿资源。中游的鞍山是中国重要的钢铁生产基地。下游辽阳县境内沿岸是太子河左岸重点产粮区。